# Trajánův most
Trajánův most byl římský obloukový most klenoucí se nad dolním Dunajem a spojující břehy dnešního Rumunska a Srbska. Kolem roku 105 ho postavil řecký architekt Apollodóros z Damašku za účelem zásobování římských vojsk válčících v Dácii. Se svojí celkovou délkou 1135 metrů představoval největší soudobý most. Toto prvenství si podržel po dalších více než tisíc let, ačkoli byl zničen již ve druhé polovině 3. století.

## Galerie

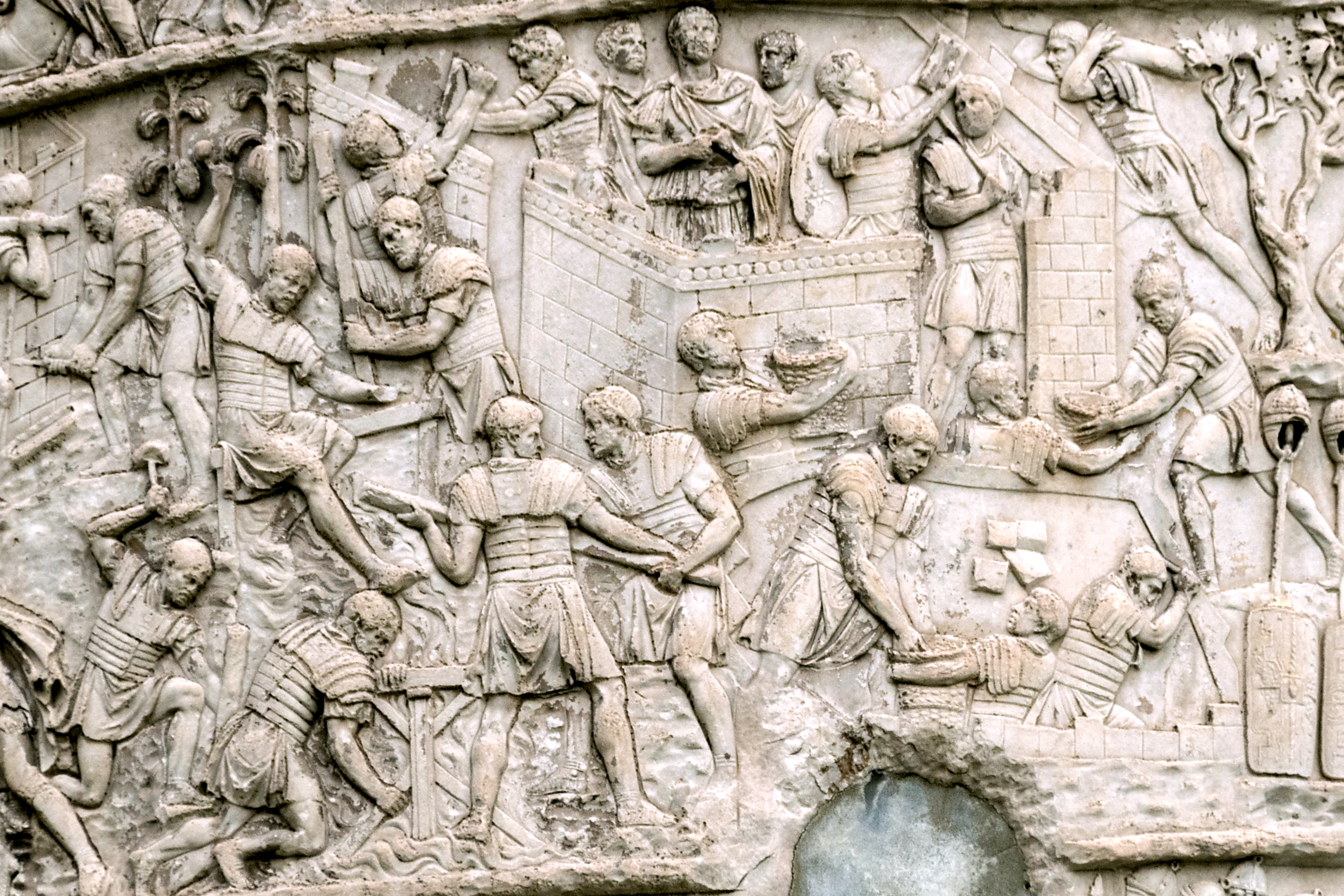
Stavba mostu zobrazená na Trajánově sloupu
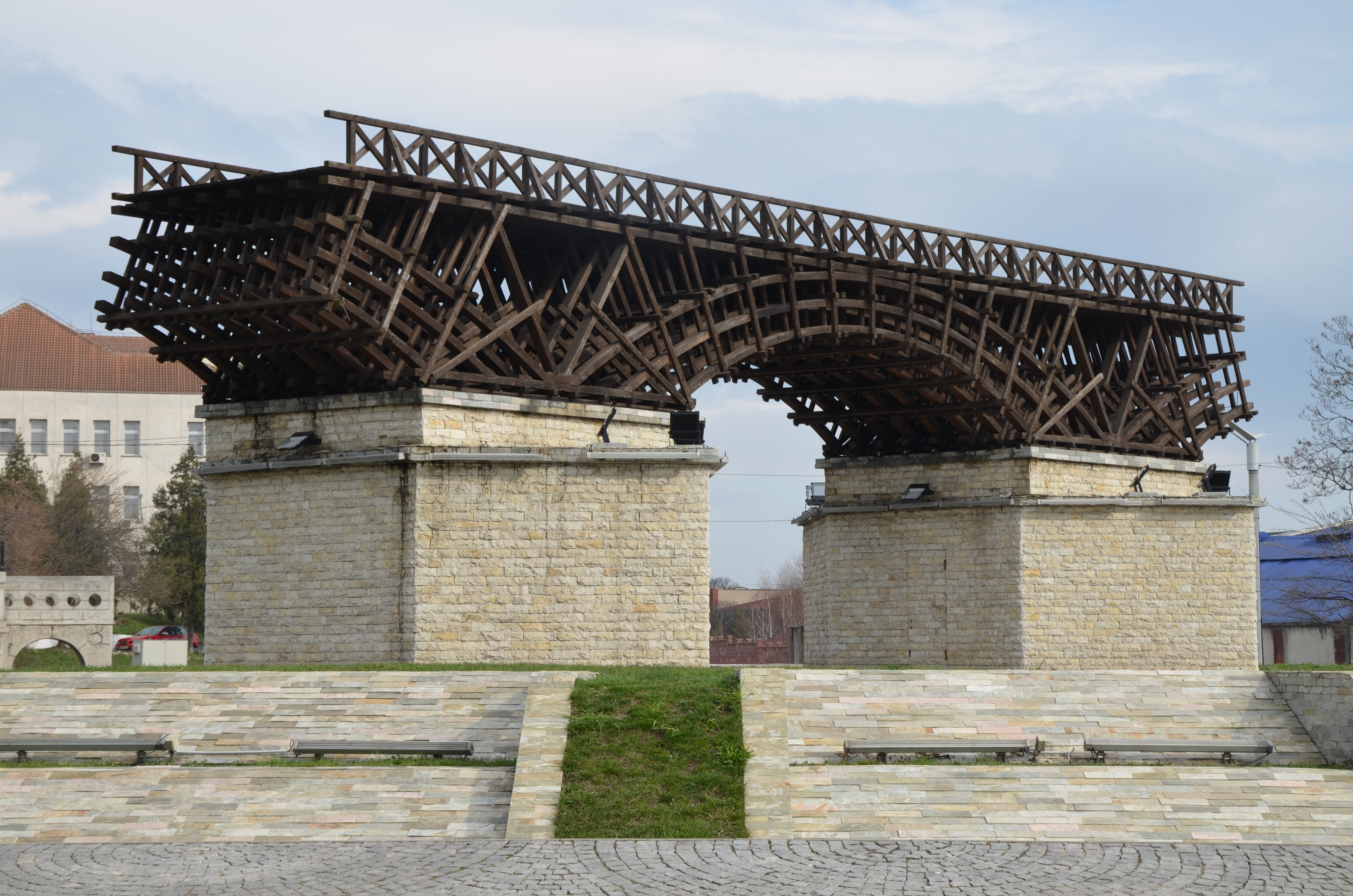
Rekonstrukce mostu
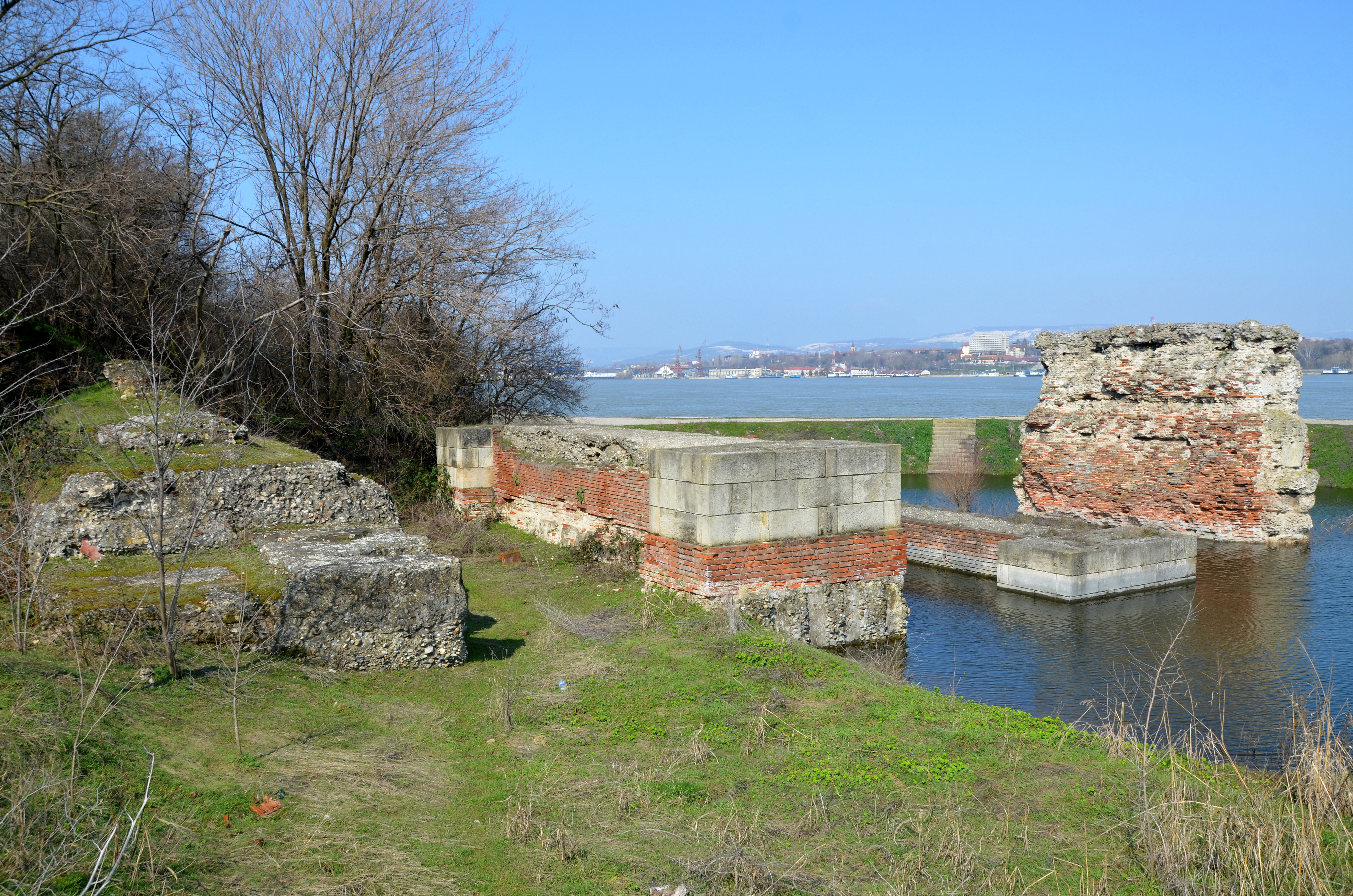
Zbytky mostu na srbské straně
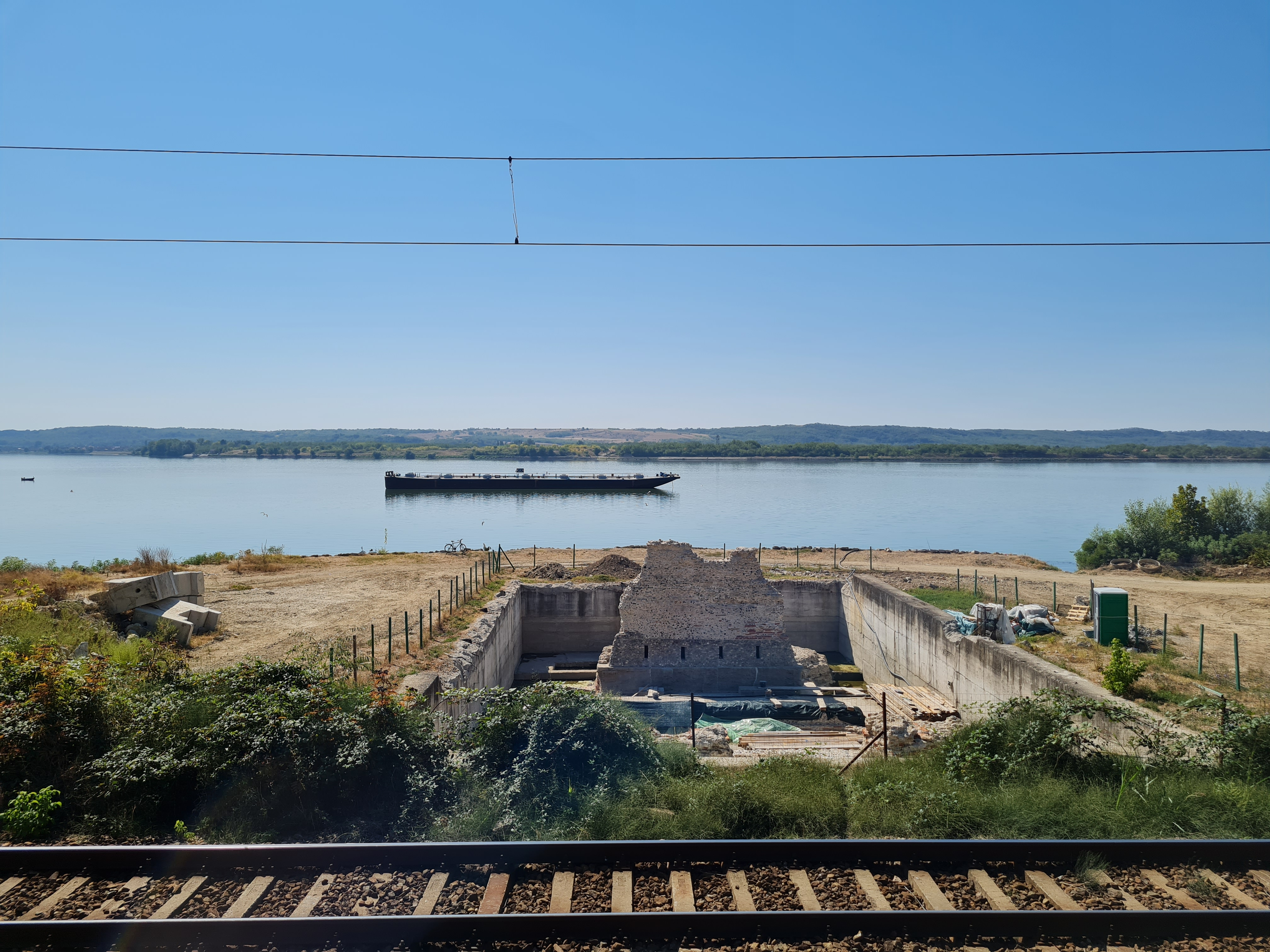
Zbytky mostu na rumunské straně